# Fernand Guillou
Fernand Guillou   (Montoire-sur-le-Loir, 6 de gener de 1926 - Antony, 7 d'octubre de 2009) fou un jugador de bàsquet francès que jugava en la posició d'escorta.
El 1948 va prendre part en els Jocs Olímpics de Londres, on guanyà la medalla de plata en la competició de bàsquet. El 1949 guanyà la medalla de plata al Campionat d'Europa de bàsquet que es disputà a Egipte. Entre 1947 i 1951 jugà 33 partits amb la selecció francesa.